# Kazimierz Górecki
Kazimierz Górecki (ur. 17 stycznia 1954 w Strącznie, zm. 26 czerwca 1977 w Poznaniu) – polski kajakarz, olimpijczyk z Montrealu 1976.

## Kariera sportowa
Reprezentował klub Orzeł Wałcz. W latach 1974–1975 trzykrotnie był mistrzem Polski w konkurencji K-4 na dystansie 10000 metrów i K-2 na dystansie 1000 metrów.
Dwukrotny brązowy medalista mistrzostw świata w 1974 roku w sztafecie K-1 4 × 500 metrów (partnerami byli:Andrzej Matysiak, Ryszard Oborski, Grzegorz Śledziewski) oraz w wyścigu K-4 na dystansie 10 000 metrów (partnerami byli: Grzegorz Kołtan, Andrzej Matysiak, Ryszard Oborski).
Finalista mistrzostw świata w:
- roku 1973 w konkurencji K-4 na dystansie 1000 metrów
- w roku 1974 w konkurencji K-4 na dystansie 1000 metrów
- roku 1975 w konkurencji K-4 na dystansie 1000 metrów.

Na igrzyskach olimpijskich w roku 1976 w Montrealu wystartował w konkurencji K-4 na dystansie 1000 metrów (partnerami byli: Henryk Budzicz, Grzegorz Kołtan, Ryszard Oborski). Polska osada zajęła 5. miejsce.
Mąż olimpijki Marii Kazaneckiej-Góreckiej.
Został pochowany na Cmentarzu Junikowo w Poznaniu (pole 28 kwatera 1-11-429).